# 穆里森戈
穆里森戈（義大利語：Murisengo），是意大利亚历山德里亚省的一个市镇。总面积15.25平方公里，人口1482人，人口密度97.2人/平方公里（2009年）。ISTAT代码为006113。